# グル・ダット
グル・ダット（Guru Dutt、コンカニ語: ಗುರು ದತ್ತ್、ヒンディー語: गुरु दत्त、1925年7月9日 - 1964年10月10日）は、インドの俳優、映画プロデューサー、映画監督、コレオグラファーである。本名ヴァサント・クマール・シヴァシャンカル・パードゥコーネ（Vasanth Kumar Shivashankar Padukone）。

## 人物
グル・ダットは、インド映画、とくにヒンディー語娯楽映画界ボリウッドの黄金時代を語る際には欠かすことの出来ない人物である。ダットは、『渇き』、『紙の花』、『旦那様と奥様と召使い』、『十四夜の月』といった不朽の名作を1950～1960年代に数多く生み出した。とくに、『渇き』と『紙の花』の両作品は、永遠の名作との呼び声も高く、『タイム』誌の「永遠の名作100選」（Time magazine's "All-TIME" 100 best movies）や『サイト&サウンド』（Sight & Sound）誌での映画監督・批評家選などに選出されている。また後者の誌上においては、ダット監督自身も「永遠の偉大な映画監督」として選ばれている。まさに「インドのオーソン・ウェルズ」とも評される映画監督である。
1950年代には、大衆娯楽市場向けに制作されたにもかかわらず、すばらしい叙情性を持った芸術的作品をヒンディー語映画業界において数多く送り出したことで知られており、そのような娯楽映画と芸術映画の要素を融合させた作風を1957年の代表作『渇き』以降発展させていった。彼の作品のリバイバル上映の折にはホールが満員になることも多く、とくにドイツ、フランス、日本では人気が高い。ダットに関して書かれた最近の本としては、インドの女性誌『フェミナ』の編集者サッティヤ・サランによる『Ten Years with Guru Dutt: Abrar Alvi's Journey』（2008年）がある。この本は、ダット監督の作品の多くを手がけた脚本家であり、彼の個人的な友人でもあったアブラール・アルヴィーの回想に基づき書かれている。
日本では1980年代に映画批評家の蓮實重彦がダグラス・サークや成瀬巳喜男と比して賞賛している。

## 来歴
1925年（大正14年）7月9日、イギリス領インド帝国の支配下に置かれたマイソール藩王国バンガロールにおいて、チトラプル・サラスワト（インド南部の有力なバラモン・コミュニティーの一分派）の家系に生まれる。
その後父親の仕事の都合で、当時英領植民地の首都であったカルカッタ（コルカタ）に一家で移り住む。ラヴィ・シャンカルの弟、ウダイ・シャンカルの舞踊学校で2年間舞踏を学ぶ。1944年（昭和19年）、伯父の紹介でマハーラーシュトラ州プネーのプラバート・フィルム・カンパニーに入社、1946年（昭和21年）、映画のコレオグラファーとしてデビュー。
俳優や助監督として映画界でのキャリアを積み、1951年（昭和26年）に初監督作『賭け』でデビュー。1953年（昭和28年）、人気映画ソング歌手ギーター・ラーイ（のちのギーター・ダット）と結婚した。
1964年（昭和39年）10月10日、マハーラーシュトラ州ムンバイの自宅にて自ら命を絶つ。満39歳没。

## 主要作品

### 監督作
- 『賭け』 （Baazi、1951年）
- 『網』 （Jaal、1952年）
- 『鷹』 （Baaz、1953年）
- 『表か裏か』 （Aar Paar、1954年）
- 『55年夫妻』 （Mr. & Mrs. '55、1955年）
- 『洪水』 （Sailaab、1956年）
- 『渇き』（Pyaasa、1957年）
- 『紙の花』（Kaagaz Ke Phool、1959年） - 監督作遺作

### プロデュース作・出演作
- 『十四夜の月』（Chaudhvin Ka Chand、1960年）
- 『旦那様と奥様と召使い』（Sahib Bibi Aur Ghulam、1962年）

## 関連事項
- ギーター・ダット （Geeta Dutt）
- プラバート・フィルム・カンパニー（Prabhat Film Company）
- Guru Dutt team
- Films directed by Guru Dutt

## 註
1. ↑  The Complete List、All-Time 100 Movies Time Magazine、2005年
2. ↑  2002 Sight & Sound Top Films Survey of 253 International Critics & Film Directors". Cinemacom. 2002年 - 2009年4月19日閲覧
3. ↑  Kevin Lee (2002-09-05). "A Slanted Canon". Asian American Film Commentary - 2009年4月24日閲覧
4. ↑  Kavita Amarnani (2008年3月14日). “Was Guru Dutt India's Orson Welles?”.  The Guardian. 2009年5月9日閲覧。
5. ↑  “Asian Film Series No.9 GURU DUTT Retorospective”.  国際交流基金 (2001年). 2009年5月13日閲覧。
6. ↑  R. Rajesh Kumar (2008年7月15日). “Review of Ten Years with Guru Dutt: Abrar Alvi's Journey”. 2009年5月10日閲覧。
7. ↑  『季刊リュミエール12 1988夏』（筑摩書房、1988年6月 ISBN 4480950125）の記述を参照。